# 科尔萨科夫站
科尔萨科夫站（羅馬化：Stantsiya Korsakov）是俄羅斯远东铁路局在庫頁島萨哈林州南部的海铁联运车站，以其所在的城市命名。车站成立于1908年，初名荣町站、大泊站，1946年后改为现名。

## 歷史
1906年6月1日作为桦太厅铁道东海岸线楠溪町（现老科尔萨科夫火车站）至本站的延伸线开通而启用，当时名为荣町站（日语：／ Sakaemachi eki */?）。这条线路為軍需輸送之目的，使用600毫米轨距。
1910年，车站股道改为1067mm軌距，并曾于1912年1月21日至12月10日间暂停营业。1916年7月14日车站更名为大泊站（日语：／ Ōdomari eki */?）。
1923年稚泊（稚内-大泊）联络船開業。1928年铁路延伸至距离本站以南2千米的大泊港。1929年12月7日，本站站址向楠溪町方向北移900米。
1943年樺太鐵道國有化後屬於樺太東線之一站。至1944年，本站有发往敷香站（波罗奈斯克站）之夜行列車1对，同时还有通往敷香站、上敷香站（列奥尼多沃站）等地的列车共6对。
车站于1945年8月蘇聯紅軍進攻庫頁島後被紅軍所接收，并于1946年2月1日起从法律上不再属于日本国铁。同年4月1日，车站改为现名科尔萨科夫。
2011年原科尔萨科夫-托马利的旅客列车缩短至南萨哈林斯克始发终到，车站不再办理客运业务。2015年车站下行方向的Пять углов乘降所开始开行至南萨哈林斯克的列车。

## 运营状况
科尔萨科夫为铁水联运中转站，承接由科尔萨科夫港抵达萨哈林的物资，同时车站为周边仓库提供小规模货运业务，到发不多于5吨的集装箱。
车站定期客运业务于2011年结束。2015年起下行方向的Пять углов乘降所开始开行至南萨哈林斯克的市郊列车，至2018年每日有3列下行（往南萨哈林斯克）列车开行。